# Памятник Пушкину (Веймар)

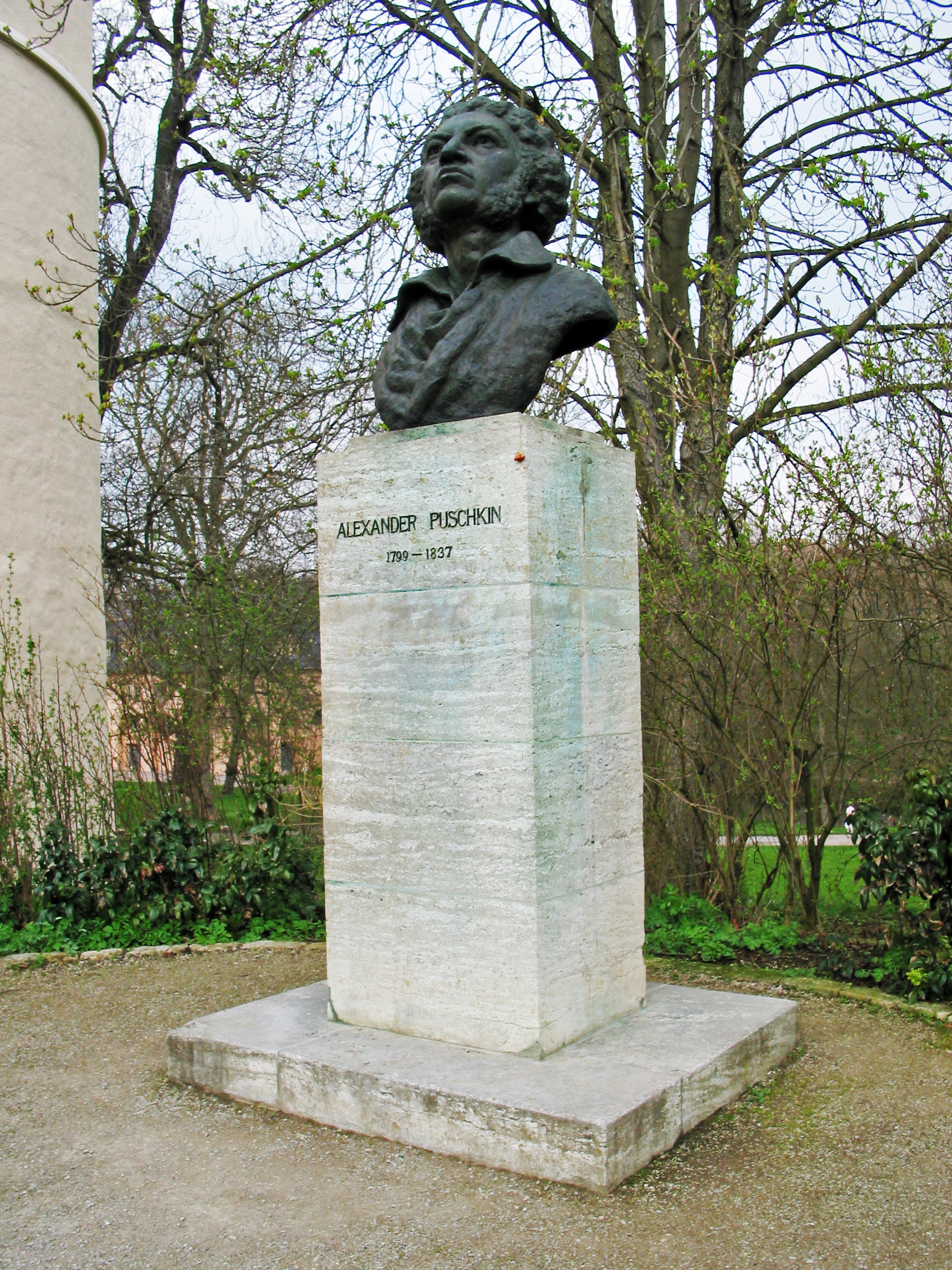

Памятник Александру Пушкину — бронзовый бюст, установленный в честь великого русского поэта А. С. Пушкина в Веймаре недалеко от библиотеки Анны-Амалии в городском парке на Ильме, на пересечении Пушкинштрассе и Акерванд. Улица Парковая (Parkstraße) в 1949 году была переименована в Пушкинштрассе (Puschkinstraße).
Автор — скульптор Иоганн Фридрих Рогге.
Открыт 27 ноября 1949 года по случаю 150-летия со дня рождения русского поэта, почитателя Гёте, как дань уважения СССР и одновременно символ культурных связей между Россией и Германией.
Представляет собой бронзовый бюст, установленный на постаменте из ракушечника высотой 1,30 м. На постаменте надпись «Alexander Puschkin 1799-1837».
Год рождения А. С. Пушкина был годом пятидесятилетия великого веймарца Гёте. Несмотря на разницу в возрасте, тот слышал о «солнце русской поэзии». В его личной библиотеке был том произведений Пушкина. Гёте, чьему дню рождения в том же году исполнилось 200 лет, был поклонником творчества Пушкина и послал ему в Россию через путешественника своё собственное перо, для которого Александр Сергеевич, относившийся к Гёте с большим уважением, заказал богатый футляр с надписью «Подарок Гёте».
Место установки памятника также неслучайно. Парк на Ильме, самый большой и самый известный ландшафтный парк в Веймаре (Тюрингия), был построен в XVIII веке при активном участии Гёте.